# Elias Corneliussen

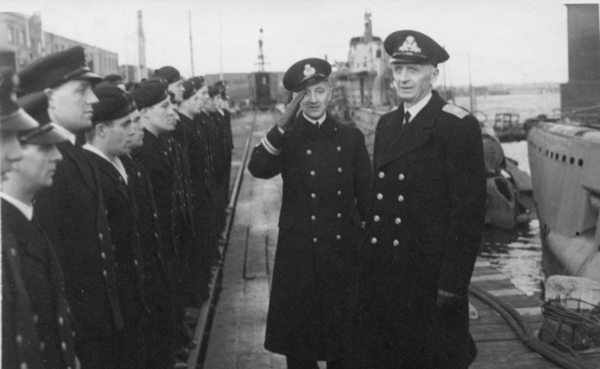
Konteradmiral Elias Corneliussen (rechts) beim Besuch der KNM Uredd (7. Dezember 1941)

Elias Corneliussen (* 3. August 1881 in Kristiania; † 5. April 1951 in Tønsberg, Vestfold) war ein norwegischer Konteradmiral der Marine (Kongelige Norske Marine), der zuletzt von 1941 bis 1946 Kommandeur der Marine (Sjef for Marinen) sowie 1946 für kurze Zeit Oberbefehlshaber der norwegischen Streitkräfte (Forsvarssjef) war.

## Leben

### Ausbildung und Verwendung als Seeoffizier
Corneliussen, Sohn des Schulinspektors Andreas Martin Corneliussen und dessen Ehefrau Clara Thinn, wuchs in Kristiania und heuerte nach dem Abschluss der Realschule 1896 auf einem Schiff an, mit dem er als Schiffsjunge, Jungmann sowie als Leichtmatrose nach Großbritannien fuhr. 1899 begann er seine Offiziersausbildung an der Seekriegsschule (Sjøkrigsskolen), die er 1905 abschloss. Unmittelbar darauf wurde er bereits Kommandant eines Torpedobootes und befand sich im Anschluss zwischen 1906 und 1908 auf großer Fahrt, ehe er nach seiner Rückkehr von 1908 bis 1909 Leiter der Seemannsschule in Fredrikstad war. Daran schloss sich zwischen 1909 und 1913 eine Dienst in der Marineabteilung des Kriegsministerium an sowie von 1913 bis 1922 als Inspektionsoffizier und Lehrer an der Seekriegsschule. Danach fand er zwischen 1922 und 1933 eine Verwendung im 1. Seemilitärischen Bezirkskommando an, in dem er unter anderem von 1928 bis 1929 Chef der Minenlegerabteilung sowie zugleich zwischen 1928 und 1931 Adjutant von König Haakon VII. und zuletzt 1932 Kommandant des Küstenpanzerschiffs Norge war.
Im Anschluss war Corneliussen nach seiner Beförderung zum Fregattenkapitän (Kommandørkaptein) zwischen 1934 und 1937 zunächst Leiter einer Abteilung im Admiralstab sowie nach seiner Beförderung zum Kapitän zur See (Kommandør) von 1937 bis 1940 Chef des Admiralstabes.

### Zweiter Weltkrieg und Nachkriegszeit
Nach dem Überfall der deutschen Wehrmacht auf Norwegen am 9. April 1940 folgte er König Haakon VII. und der Regierung Norwegens nach London. Dort wurde er 1941 zum Konteradmiral befördert und übernahm von Konteradmiral Henry Diesen den Kommandeur der Marine (Sjef for Marinen), den er bis zu seiner Ablösung durch Konteradmiral Thore Horve 1946 bekleidete. Während des Exils in Großbritannien arbeitete er an den großen Herausforderungen hinsichtlich der organisatorisch-administrativen Aufstellung der Marine sowie deren operativen Planung. Die Marine erhielt hohe Priorität bei der Zuweisung von Haushaltsmitteln und Personal an den norwegischen Außenfronten. Durch seinen hohen Aufwand konnte er Großbritannien und die USA davon überzeugen, die norwegische Marine mit mehreren Schiffen auszustatten. Das Ergebnis war ein starker Anstieg in der Anzahl der Schiffe und Besatzungen, die dazu führten, dass die Seestreitkräfte an einer Vielzahl von anspruchsvollen militärischen Operationen entlang der norwegischen Küste und anderswo zugunsten der Alliierten teilnahmen. Dabei entstand insbesondere eine enge Zusammenarbeit mit der Royal Navy.
Aufgrund seiner zahlreichen Erfahrungen während des Krieges entwickelte Corneliussen auch Planungen für die zukünftige Struktur und operative Einsätze de Marine. Dies führte letztlich zu einem von ihm 1944 erarbeiteten Flottenplan, der statt der bislang zum Küstenschutz mit kleinen Schiffen ausgerüsteten Marine eine leistungsfähigere Marine mit größeren Schiffen zum Einsatz auf offenen Küstengewässern und auf hoher See vorsah. Obwohl diese Pläne später überarbeitet wurden, bildete sein Flottenplan doch die Grundlage zur Gestaltung der Marine in der Nachkriegszeit.
Am 1. Januar 1946 wurde Konteradmiral Corneliussen Nachfolger von Generalleutnant Otto Ruge als Oberbefehlshaber der norwegischen Streitkräfte (Forsvarssjef). Diesen Posten übte er jedoch nur wenige Monate bis zu seinem Eintritt in den Ruhestand am 31. Mai 1946, woraufhin er am 1. Juni durch Generalmajor Halvor Hansson abgelöst wurde. Gleichwohl nahm er beratend an den Plänen zur Neuaufstellung der Seestreitkräfte teil. 1948  wurde er Kommandeur mit Stern des Sankt-Olav-Orden.
Am 20. Juni 1908 heiratete er Dagny Ree, mit der er bis zu seinem Tode verheiratet war.